# ایسان (تایلند)

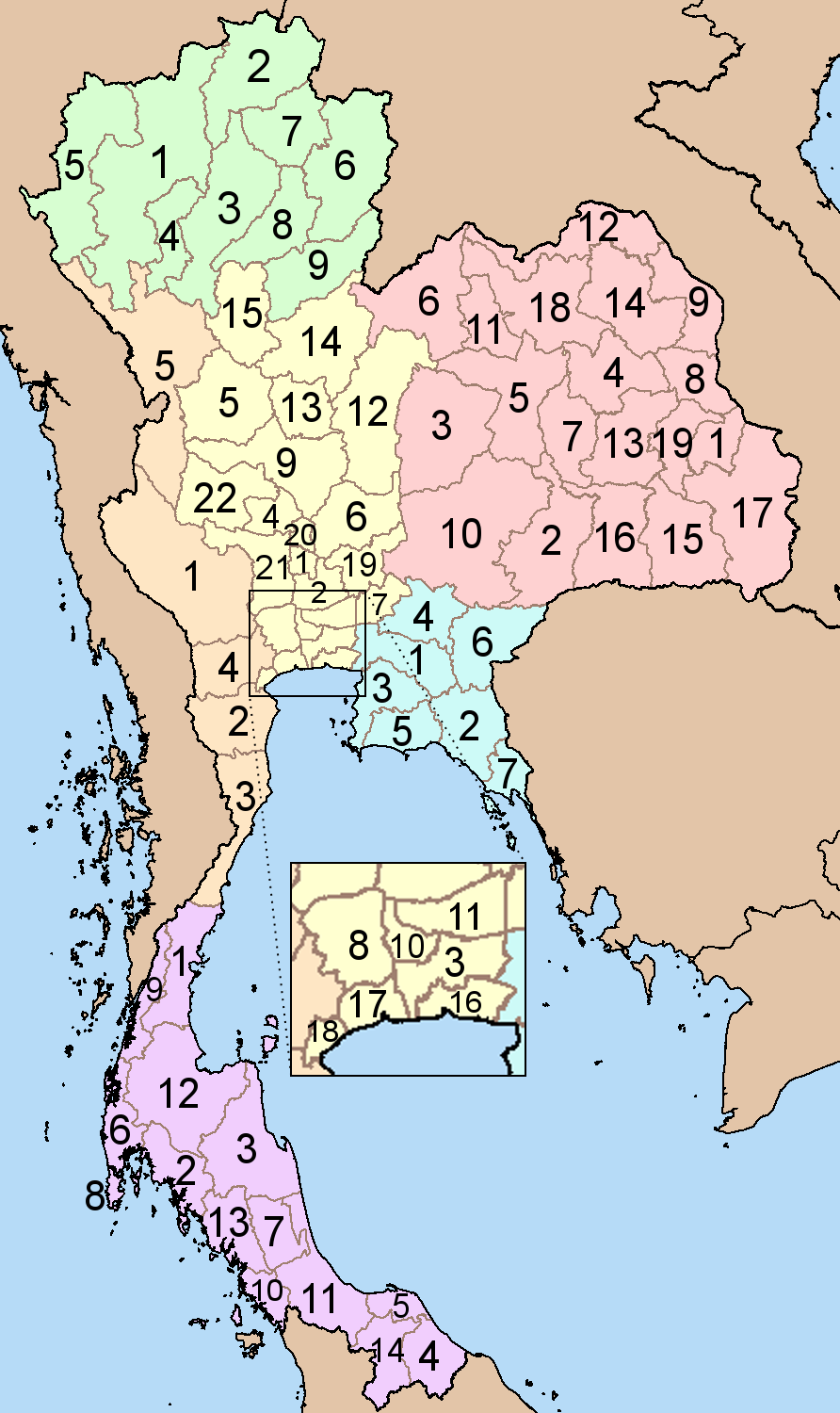
نقشهٔ تایلند و شش ناحیه آن. ناحیه شمال شرقی با رنگ صورتی مشخص شده است.

ایسان (به انگلیسی: Isan) یا ناحیه شمال شرقی تایلند، یکی از شش منطقه جغرافیایی کشور تایلند است که بر اساس تقسیمات کشوری این کشور تعریف می‌شود. ایسان در زبان تایلندی به معنی شمال شرقی است. شغل مردم این نواحی کشاورزی و زبان آنان لائوسی است.

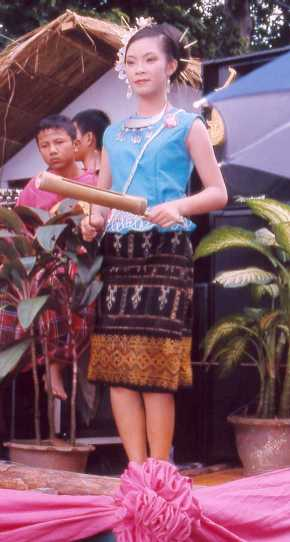
یک زن موسیقی دان اهل ایسان با دامن زنانه از نوع سارونگ.

منطقه مال شرقی تایلند شامل ۱۹ استان به شرح زیر است:
1. امنات چاروین
2. بوری رام
3. چاافوم
4. کالاسین
5. خون کاین
6. لوئی
7. ماها ساراخام
8. موکداهان
9. ناخون فانوم
10. ناکون راتچاسیما
11. نونگ بوآ لامفو
12. نونگ خای
13. روی ات
14. ساکون ناخون
15. سی سا کت
16. سورین
17. اوبون راتچاتانی
18. اودون تانی
19. یاسوتون